# Molokovský rajón
Molokovský rajón (rusky Молоковский район) je jeden z rajónů Tverské oblasti v Rusku. Jeho administrativním centrem je sídlo městského typu Molokovo. V roce 2010 zde žilo 5 402 obyvatel.

## Geografie
Rajón leží na severovýchodě Tverské oblasti. Jeho rozloha je 1180 km². Skládá se ze šesti samosprávných obecních obvodů, z toho je jeden městský a pět vesnických.
Sousední rajóny:
- sever – Sandovský rajón
- severovýchod – Vesjegonský rajón
- východ – Krasnocholmský rajón
- jih – Bežecký rajón
- západ – Maxatichynský rajón